# NGC 2874
NGC 2874 је спирална галаксија у сазвежђу Лав која се налази на NGC листи објеката дубоког неба.
Деклинација објекта је + 11° 25' 33" а ректасцензија 9h 25m 47,8s. Привидна величина (магнитуда) објекта NGC 2874 износи 12,6 а фотографска магнитуда 13,4. NGC 2874 је још познат и под ознакама UGC 5021, MCG 2-24-10, CGCG 62-34, ARP 307, KCPG 202B, IRAS 09230+1138, PGC 26740.